# Gachantivá

Localização de Gachativá no departamento de Boyacá.

Gachantivá é um município no departamento de Boyacá, na Colômbia.